# Vladímir Arnold
 Vladímir Ígorevitx Arnold  (en rus Владимир Игоревич Арнольд; 12 de juny de 1937 a Odessa, Ucraïna - 3 de juny de 2010 a París) va ser un dels matemàtics més prolífics del món.
Va entrar a estudiar a la Universitat de Moscou el 1954, on va romandre fins al 1986, any en què va ingressar a l'Institut Matemàtic Steklov de Moscou. En aquesta època va signar, juntament amb altres 99 companys, una carta de protesta per «l'empresonament en un manicomi d'un matemàtic soviètic perfectament sa». Això va portar com a conseqüència la denegació de permís per viatjar a l'estranger fins a la perestroika.
Encara que és més conegut pel teorema de Kolmogórov-Arnold-Moser respecte a l'estabilitat dels sistemes hamiltonians integrables, ha fet importants contribucions en diverses àrees que inclouen teoria de sistemes dinàmics, teoria de les catàstrofes, topologia, geometria algebraica, mecànica clàssica i teoria de la singularitat en una carrera que abasta més de 45 anys després del seu primer resultat principal - la solució del problema tretze de Hilbert el 1957.
Arnold també era conegut com un divulgador de les matemàtiques. A través de les seves conferències, seminaris i com a autor de diversos llibres de text (com el famós Mathematical Methods of Classical Mechanics) i llibres populars de matemàtiques, va influir en molts matemàtics i físics. Molts dels seus llibres van ser traduïts a l'anglès. Les seves opinions sobre l'educació eren particularment oposades a les de Bourbaki.

## Biografia
Vladimir Igorevich Arnold va néixer el 12 de juny de 1937 a Odessa, Unió Soviètica (ara 
Ucraïna). El seu pare era Igor Vladimirovich Arnold (1900–1948), matemàtic. La seva mare era Nina Alexandrovna Arnold (1909–1986, de soltera Isakovich), una historiadora de l'art jueva. Mentre era estudiant de l'escola, Arnold va preguntar una vegada al seu pare per què la multiplicació de dos nombres negatius va donar un nombre positiu, i el seu pare va donar una resposta que implicava les propietats de camp dels nombres reals i la preservació de la propietat distributiva. Arnold va quedar profundament decebut amb aquesta resposta i va desenvolupar una aversió al mètode axiomàtic que li va durar tota la seva vida. Quan Arnold tenia tretze anys, el seu oncle Nikolai B. Zhitkov, que era enginyer, li va parlar sobre el càlcul i com es podia utilitzar per entendre alguns fenòmens físics, això va contribuir a despertar el seu interès per les matemàtiques, i va començar a estudiar. per si mateix els llibres de matemàtiques que el seu pare li havia deixat, que incloïen algunes obres de Leonhard Euler i Charles Hermite.
Mentre era estudiant d’Andrei Kolmogórov a la Universitat Estatal de Moscou i encara era adolescent, Arnold va demostrar el 1957 que qualsevol funció contínua de diverses variables es pot construir amb un nombre finit de funcions de dues variables, resolent així el tretzè problema de Hilbert. Aquest és el teorema de representació de Kolmogorov-Arnold.
Després de graduar-se a la Universitat Estatal de Moscou el 1959, hi va treballar fins al 1986 (professor des de 1965), i després a l'Institut Matemàtic Steklov.
Es va convertir en un acadèmic de l'Acadèmia de Ciències de la Unió Soviètica (Acadèmia de Ciències de Rússia des de 1991) el 1990. Es pot dir que Arnold va iniciar la teoria de la topologia simplèctica com una disciplina diferent. La conjectura d'Arnold sobre el nombre de punts fixos dels simplectomorfismes hamiltonians i les interseccions lagrangianes també van ser una de les principals motivacions en el desenvolupament de l'homologia de Floer.
L'any 1999 va patir un greu accident de bicicleta a París, que va resultar en una lesió cerebral traumàtica, i tot i que va recuperar la consciència al cap d'unes setmanes, va tenir amnèsia i durant un temps no va poder ni reconèixer la seva pròpia dona a l'hospital, però va fer una bona recuperació.
Arnold va treballar a l’Institut Matemàtic Steklov de Moscou i a la Universitat Paris Dauphine fins a la seva mort. A data de 2006 es va informar que tenia l'Índex de cites més alt entre els científics russos, i un índex h de 40. Entre els seus alumnes hi ha Alexander Givental, Victor Goryunov, Sabir Gusein-Zade, Emil Horozov, Boris Khesin, Askold Khovanskii, Nikolay Nekhoroshev, Boris Shapiro, Alexander Varchenko, Victor Vassiliev i Vladimir Zakalyukin.
Pels seus estudiants i col·legues, Arnold era conegut també pel seu sentit de l'humor. Per exemple, una vegada al seu seminari a Moscou, a principis de curs, quan normalment formulava nous problemes, va dir:
| « | Hi ha un principi general que un home estúpid pot fer aquestes preguntes a les quals cent savis no serien capaços de respondre. D'acord amb aquest principi, formularé alguns problemes. | » |

### Mort
Arnold va morir de pancreatitis aguda el 3 de juny de 2010 a París, nou dies abans del seu 73è aniversari. Va ser enterrat el 15 de juny a Moscou, al Monestir de Novodévitxi.
En un telegrama a la família d'Arnold, el president rus Dmitri Medvédev va declarar:
| « | La mort de Vladimir Arnold, un dels més grans matemàtics del nostre temps, és una pèrdua irrecuperable per a la ciència mundial. És difícil sobreestimar la contribució de l'acadèmic Arnold a les matemàtiques modernes i el prestigi de la ciència russa. L'ensenyament va tenir un lloc especial a la vida de Vladimir Arnold i va tenir una gran influència com a mentor il·lustrat que va ensenyar a diverses generacions de científics talentosos. El record de Vladimir Arnold romandrà per sempre al cor dels seus col·legues, amics i estudiants, així com de tots els que van conèixer i admirar aquest home brillant. | » |

## Escrits matemàtics populars
Arnold és conegut pel seu estil d'escriptura lúcid, combinant el rigor matemàtic amb la intuïció física i un estil de conversa fàcil d'ensenyar i educar. Els seus escrits presenten un enfocament fresc, sovint geomètric, de temes matemàtics tradicionals com les equacions diferencials ordinàries, i els seus nombrosos llibres de text han demostrat ser influents en el desenvolupament de noves àrees de les matemàtiques. La crítica estàndard a la pedagogia d'Arnold és que els seus llibres «són bells tractaments dels seus temes que són apreciats pels experts, però s'ometen massa detalls perquè els estudiants aprenguin les matemàtiques necessàries per demostrar les afirmacions que ell justifica amb tanta facilitat». La seva defensa va ser que els seus llibres estan pensats per ensenyar el tema a «aquells que realment volen entendre'l» (Chicone, 2007).
Arnold va ser un crític obert de la tendència cap a alts nivells d'abstracció en matemàtiques durant la meitat del segle passat. Tenia opinions molt contundents sobre com aquest enfocament, que va ser implementat més popularment per l'escola Bourbaki a França, va tenir inicialment un impacte negatiu en l'educació matemàtica francesa, i després també en la d'altres països. Arnold estava molt interessat en la història de les matemàtiques. En una entrevista, va dir que havia après molt del que sabia sobre matemàtiques a través de l'estudi del llibre de Felix Klein Development of Mathematics in the 19th Century, un llibre que sovint recomanava als seus estudiants. Va estudiar els clàssics, sobretot les obres de Huygens, Newton i Poincaré, i moltes vegades va informar que havia trobat en les seves obres idees que encara no havien estat explorades.

## Obres
Arnold va treballar en teoria de sistemes dinàmics, teoria de catàstrofes, topologia, geometria algebraica, geometria simplèctica, equacions diferencials, mecànica clàssica, hidrodinàmica i teoria de la singularitat. Michèle Audin el va descriure com «un geòmetre en el sentit més ampli possible de la paraula» i va dir que «va ser molt ràpid per establir connexions entre diferents camps».

### Tretzè problema d'Hilbert
El problema és la següent pregunta: es pot expressar tota funció contínua de tres variables com una composició de moltes funcions contínues de dues variables? La resposta afirmativa a aquesta pregunta general va ser donada el 1957 per Vladimir Arnold, llavors només amb dinou anys i alumne d’Andrei Kolmogórov. Kolmogórov havia demostrat l'any anterior que qualsevol funció de diverses variables es pot construir amb un nombre finit de funcions de tres variables. Arnold va ampliar aquest treball per demostrar que només es requerien funcions de dues variables, responent així a la pregunta de Hilbert quan es plantejava per a la classe de funcions contínues.

### Sistemes dinàmics
Moser i Arnold van ampliar les idees de Kolmogórov (que es va inspirar en preguntes de Poincaré) i van donar lloc al que ara es coneix com a teorema de Kolmogórov-Arnold-Moser (o teoria KAM), que es refereix a la persistència d'alguns moviments quasi periòdics. (sistemes hamiltonians gairebé integrables) quan estan pertorbats. La teoria KAM mostra que, malgrat les pertorbacions, aquests sistemes poden ser estables durant un període infinit, i especifica quines són les condicions per a això.
El 1964, Arnold va introduir la xarxa Arnold, el primer exemple d'una xarxa estocàstica.

### Teoria de la singularitat
El 1965, Arnold va assistir al seminari de René Thom sobre la teoria de les catàstrofes. Més tard en va dir: «Estic profundament en deute amb Thom, el seminari de singularitat del qual a l'Institut des hautes études scientifiques, que vaig freqüentar durant tot l'any 1965, va canviar profundament el meu univers matemàtic». Després d'aquest esdeveniment, la teoria de la singularitat es va convertir en un dels principals interessos d'Arnold i els seus estudiants. Entre els seus resultats més famosos en aquesta àrea es troba la seva classificació de singularitats simples, continguda en el seu article Formes normals de funcions prop de punts crítics degenerats, els grups de Weyl de A k,D k,E k i singularitats lagrangianes.

### Dinàmica de fluids
El 1966, Arnold va publicar Sur la géométrie différentielle des groupes de Lie de dimension infinie et ses applications à l'hydrodynamique des fluides parfaits, en què va presentar una interpretació geomètrica comuna tant per a les equacions d'Euler per a cossos rígids en rotació com per a les equacions d'Euler de la dinàmica de fluids, això va vincular de manera efectiva temes que es pensava que no estaven relacionats i va permetre solucions matemàtiques a moltes qüestions relacionades amb els fluxos de fluids i les seves turbulències.

### Geometria algebraica real
L'any 1971, Arnold va publicar On the arrangement of ovals of real plane algebraic curves, involutions of four-dimensional smooth manifolds, and the arithmetic of integral quadratic forms, que va donar nova vida a la geometria algebraica real. Allà va fer grans avenços en la direcció d'una solució a la conjectura de Gudkov, trobant una connexió entre aquesta i la topologia de quatre dimensions. La conjectura s'havia de resoldre completament després per Vladímir Rokhlin basant-se en el treball d'Arnold.

### Geometria simplèctica
La conjectura d'Arnold, que enllaça el nombre de punts fixos dels simplectomorfismes hamiltonians i la topologia de les varietats subjacents, va ser la font motivadora de molts dels estudis pioners en topologia simplèctica.

### Topologia
Segons Victor Vassiliev, Arnold «va treballar relativament poc en la topologia pel bé de la topologia». I estava més aviat motivat per problemes en altres àrees de les matemàtiques on la topologia podia ser útil. Les seves contribucions inclouen la invenció d'una forma topològica del teorema d'Abel-Ruffini i el desenvolupament inicial d'algunes de les idees conseqüents, un treball que va donar lloc a la creació del camp de la teoria topològica de Galois als anys seixanta.

### Teoria de les corbes planes
Segons Marcel Berger, Arnold va revolucionar la teoria de les corbes planes. Entre les seves contribucions hi ha els invariants d'Arnold de les corbes planes.

### Altres
Arnold va conjecturar l'existència del gömböc.

## Honors i premis

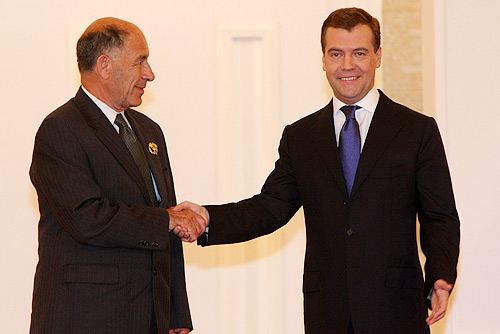
Arnold (esquerra) i el president rus Dmitri Medvédev

- Premi Lenin (1965, amb Andrei Kolmogórov),[47] "pel treball sobre la mecànica celeste ".

- Premi Crafoord (1982, amb Louis Nirenberg),[48] per les contribucions a la teoria de les equacions diferencials no lineals.

- Va ser elegit membre de l'Acadèmia Nacional de Ciències dels Estats Units el 1983).[49]
- Membre honorari estranger de l'Acadèmia Americana de les Arts i les Ciències (1987)[50]
- Escollit membre estranger de la Royal Society (ForMemRS) de Londres el 1988.[5]
- Va ser elegit membre de l'American Philosophical Society el 1990.[51]

- Premi Lobachevsky de l'Acadèmia Russa de Ciències (1992)[52]

- Harvey Prize (1994), "per la seva contribució bàsica a la teoria de l'estabilitat dels sistemes dinàmics, el seu treball pioner sobre la teoria de la singularitat i les contribucions fonamentals a l'anàlisi i la geometria ".

- Premi Dannie Heineman de Física Matemàtica (2001), «per les seves contribucions fonamentals a la nostra comprensió de la dinàmica i de les singularitats dels mapes amb profundes conseqüències per a la mecànica, l'astrofísica, la mecànica estadística, la hidrodinàmica i l'òptica».[53]

- Premi Wolf en Matemàtiques (2001), «pel seu treball profund i influent en multitud d'àrees de les matemàtiques, incloent sistemes dinàmics, equacions diferencials i teoria de la singularitat».[54]

- Premi Estatal de la Federació Russa (2007),[55] "per un èxit excepcional en matemàtiques".

- Premi Shaw en ciències matemàtiques (2008, amb Ludvig Faddéiev), «per les seves contribucions a la física matemàtica».

El planeta menor 10031 Vladarnolda va rebre el seu nom el 1981 per Lyudmila Karachkina.
L’Arnold Mathematical Journal, publicat per primera vegada el 2015, porta el seu nom.
Les Arnold Fellowships, de l’Institut de Londres, porten el seu nom.
Va ser ponent al ple del Congrés Internacional de Matemàtics de 1974 i 1983 a Vancouver i Varsòvia, respectivament.

### Omissió de la medalla Fields
Tot i que Arnold va ser nominat per a la Medalla Fields de 1974, que aleshores es considerava l'honor més alt que podia rebre un matemàtic, la interferència del govern soviètic va fer que es retirés. L'oposició pública d'Arnold a la persecució dels dissidents l'havia portat a un conflicte directe amb influents funcionaris soviètics, i ell mateix va patir persecució, inclòs no se li va permetre sortir de la Unió Soviètica durant la major part dels anys setanta i vuitanta.